# Edipuglia
Edipuglia è una casa editrice italiana fondata nel 1979, impegnata prevalentemente nella pubblicazione di opere di carattere scientifico relative alle scienze dell'antichità (archeologia, epigrafia, storia).
Pugliese, negli anni 2000 era il principale editore degli studiosi delle università di Bari, Foggia e Lecce.

## Storia
Alla fine degli anni settanta inizia l'attività nell'editoria scientifica grazie all'interesse di alcuni studiosi dell'Università di Bari, tra cui Antonio Quacquarelli, Giorgio Otranto e Carlo Carletti.
In quel periodo uscirono i primi volumi dedicati al santuario di San Michele Arcangelo e iniziò la collaborazione con la rivista “Vetera Christianorum” (dal 1992 edita da Edipuglia), infine uscì il primo manuale di archeologia cristiana di Pasquale Testini, ancora oggi in ristampa.
Un secondo momento importante fu la pubblicazione, nel 1998, del catalogo della mostra dedicata alle scoperte archeologiche della città di Bari, a cura del Soprintendente di allora Giuseppe Andreassi e di Francesca Radina; fu così che iniziò la collaborazione con il noto archeologo Giuliano Volpe per la realizzazione di testi di archeologia e per il lancio di nuove collane dedicate all’archeologia, storia, filologia e storia della letteratura.

### Premio Renzo Ceglie
Nel 2017 la casa editrice istituisce il premio Renzo Ceglie, intitolato al fondatore scomparso l'anno precedente, da conferire a un giovane studioso che abbia pubblicato un'opera inedita nel campo delle scienze umanistiche (in particolare negli ambiti dell’archeologia, epigrafia, filologia classica e medievale, cristianistica, paleografia, storia, storia dell’arte).

## Pubblicazioni
In 40 anni di attività ha edito più di un migliaio di pubblicazioni, raccolte in 42 collane e 8 riviste scientifiche, realizzate tramite la collaborazione di docenti di università italiane e straniere, istituti di ricerca e diverse Soprintendenze italiane.
I suoi principali autori sono Giuseppe Andreassi, Angelo Bottini, Luciano Canfora, Carlo Carletti, Annamaria Comella, Francesco D'Andria, Cosimo Damiano Fonseca, Clara Gelao (direttrice Pinacoteca provinciale di Bari), Roger-Alexandre Lefèvre, Elio Lo Cascio, Daniele Manacorda, Marcello Marin, Jean-Paul Morel, Giorgio Nebbia, Giorgio Otranto, François Paschoud, Corrado Petrocelli, Mario Pani, Francesco Paolo Rizzo, Pasquale Testini, Mario Torelli, Nichi Vendola, Domenico Vera, Giuliano Volpe, Michel Vovelle.